# Scheele (månkrater)
Scheele är en nedslagskrater på Stormarnas ocean på månen. Scheele har fått sitt namn efter den svenske kemisten Carl Wilhelm Scheele.
Fram till 1976 kallades kratern Letronne D.